# 앨프리드 칼턴 길버트

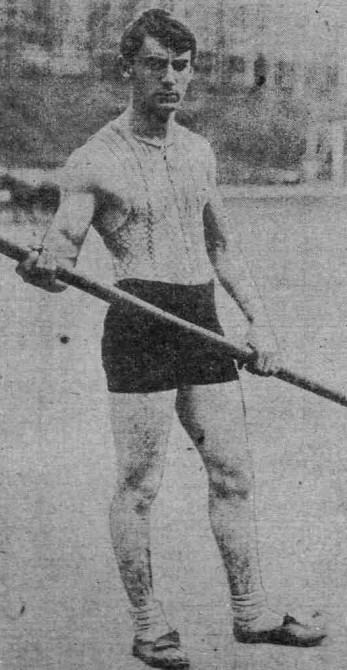
1908년 런던 올림픽에 출전한 길버트.

앨프리드 칼턴 길버트(Alfred Carlton Gilbert: 1884년 2월 15일-1961년 1월 24일)는 미국의 발명가, 육상선수, 장난감 제조인, 사업가다.
오리건주 세일럼시 출신. 투알라틴 아카데미를 졸업하고 태평양 대학교에 진학했다. 1902년 예일 대학교로 편입, 스포츠 의학 학위를 받았다.
육상선수로서 길버트는 1900년 턱걸이 세계기록을, 1906년 장대높이뛰기 세계기록을 갱신했다. 이후 1908년 런던 올림픽에 장대높이뛰기 국가대표로 출전해 금메달을 회득했다.
대학 졸업 이후 의학을 그만두기로 한 길버트는 1907년 마술 도구 제조사인 미스토 제조를 공동설립했다. 이 회사가 이후 A. C. 길버트사로 진화한다. 길버트는 1935년까지 각종 마술도구, 장난감을 3000만 개 이상 팔아 사업적 성공을 거두었고, 이후 라인업에 화학실험 세트, 현미경 등 과학기자재를 추가시켰다. 이후 이런 과학기자재 겸 교육용 장난감으로 활로를 변경하여 1950년대에 150개 이상의 특허를 출원했다.
의도는 순수했을지 몰라도 길버트의 과학장난감에는 유리 제조세트, 납 주물세트 등 아동에게 위험할 수 있는 것이 상당수 포함되어 있었다. 그 절정은 1950년에 발매된 길버트 U-238 원자력실험실이었다. 아직 방사능의 위험성이 알려지지 않았던 원자시대 초기의 심성과 안전의식이 미비했던 사회 분위기 덕분에 가능했던 일이었다.
길버트는 1954년 아들에게 회사를 넘기고 사업 일선에서 물러나 자서전을 출간했다. 1961년 향년 77세로 사망. 고향 세일럼에는 길버트의 삼촌의 생가 등 건물 몇 채로 이루어진 A. C. 길버트의 발견마을이라는 박물관 거리가 조성되어 있다.